# 기젤라 폰 슈바벤

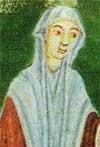

기젤라 폰 슈바벤(독일어: Gisela von Schwaben, 989년 11월 11일 - 1043년 2월 14일)은 중세 신성 로마 제국의 황후이자 독일의 왕비 귀족으로, 콘라트 2세의 황후이자 하인리히 3세의 모후이며, 콘라트 가문 출신이었다. 기젤라는 친할머니쪽과 외외증조모쪽으로 하인리히 1세의 후손이었고, 외할머니의 친정아버지는 서프랑크의 군주 루이 4세로, 샤를마뉴 대제의 후손이었다. 또한 진외고조모 잉글랜드의 에디트와 외외고조모 에드지푸는 에드워드 대왕의 두 딸이었다.
그는 세번째 남편인 콘라트 2세에게 자신이 샤를마뉴의 후손임을 내세웠지만, 그는 샤를마뉴 보다는 하인리히 1세나 잉글랜드의 에드워드 대왕과 더 가까웠다.

## 생애

### 가계 배경
기젤라는 슈바벤 공작 헤르만 2세와, 하부르고뉴의 왕 콘라트 평화왕의 딸인 부르고뉴의 게르베르가 사이의 딸로 태어났다. 그녀는 부모가 모두 아득하게 샤를마뉴의 후손이었다. 기젤라의 할아버지 콘라트 1세의 부모는 워털루 백작 워털루의 우도와 베르망두아의 쿠니군데로, 베르망두아의 쿠니군데는 베르망두아 백작 헤르베르트 1세의 딸이었다. 베르망두아 백작 헤르베르트 1세는 샤를마뉴의 아들 피피노 카를로만의 서자인 롬바르디아의 왕 베른하르트의 서자 피핀 2세 드 페로네의 아들이었다.
어머니 부르고뉴의 게르베르가의 친정어머니 마틸다 드 서프랑크는 서프랑크 왕국의 카롤링거 왕조의 군주 루이 4세 드 트루트메르의 딸로, 루이 4세는 샤를마뉴의 아들 루트비히 경건왕의 다섯째 아들 대머리 카를 2세의 증손이었다. 기젤라는 자신이 샤를마뉴의 후손임을 내세웠지만 샤를마뉴보다는 작센 왕조의 시조인 새사냥꾼왕 하인리히 1세나 잉글랜드의 에드워드 대왕에 더 가까웠다. 할머니인 작센의 리첼다는 오토 1세의 장남 리우돌프의 딸로 하인리히 1세의 친증손녀였고, 외할머니 마틸다 드 서프랑크는 새사냥꾼왕 하인리히 1세의 딸 작센의 게르베르가의 딸이었다. 친할머니 리첼다의 친할머니는 에드워드 대왕의 딸 잉글랜드의 에디트였고, 외증조부 루이 4세 드 트루트메르의 어머니는 에드워드 대왕의 다른 딸 에드지푸였다.
기젤라의 언니 마틸다 폰 슈바벤은 케른텐 공작 콘라트 1세와 결혼하여 후일 콘라트 2세 황제와 대적한 그의 사촌동생 콘라트 2세의 어머니가 되었다. 이후 하로렌의 공작 프리드리히 2세와 재혼하였다.
1002년 황제 오토 3세가 자녀 없이 사망했을 때, 당시 바이에른 공작 하인리히 외에도 기젤라의 친정아버지 헤르만 2세도 황제, 독일 왕 후보로 출마했다. 바이에른 공 하인리히 4세는 새사냥꾼 왕 하인리히 1세의 아들인 바이에른 공 하인리히 1세의 손자임을 주장했고, 기젤라의 아버지 헤르만 2세눈 자신도 하인리히 1세의 손자인 리우돌프의 딸 작센의 리첼다의 아들임을 내세워 하인리히 1세로부터 기원한다고 주장했다. 귀족들은 일단 바이에른 공 하인리히 4세의 손을 들어주어 그가 하인리히 2세로 즉위했다.

### 세 번의 결혼
기젤라는 브루니드 가문의 브라운슈바이크 백작 브루노 폰 브라운슈바이크와 결혼했다. 그는 하인리히 1세의 큰아버지인 브루노의 후손인 브루니드의 후예였다. 브라운슈바이크 백작 브루노 폰 브라운슈바이크에게서는 프리지아의 후작 리우돌프와 두 명의 딸을 얻었다. 브루노 폰 브라운슈바이크와의 첫 결혼 이전에 벨프 가문의 헤르만과 결혼한 것으로 알려졌으나 이는 정식 결혼관계는 아니었다.
브루노 폰 브라운슈바이크가 죽자, 1002년 바벤부르크 가문 출신으로 오스트리아 변경백을 지낸 레오폴트의 아들 바벤베르크 가문의 에른스트와 재혼하였다. 이 재혼에서 에른스트 2세, 헤르만 4세를 얻었다. 루게릭병을 앓다가 자녀 없이 사망한 기젤라의 오빠 헤르만 2세의 후임으로 그의 두 번째 남편 에른스트가 슈바벤 공작이 되고, 이어 두 아들에게로 이어졌는데, 1033년 3월 2일 슈바벤 공작위를 계승한 헤르만 4세가 아들 없이 죽으면서, 이 자리는 후일 황제 하인리히 3세에게로 넘어간다.
두 번째 남편 에른스트에게서 얻은 아들 에른스트 2세는 계부인 황제 콘라트 2세와 갈등하다가 제거된다. 1015년 두 번째 남편 에른스트가 죽자, 1016년 또는 1017년 슈파이어 백작이던 콘라트 2세와 재혼했다. 콘라트 2세는 오토 1세의 딸 리우트가르트의 증손자였으므로 1024년 황제 하인리히 2세가 자녀 없이 죽자 독일의 국왕(프랑크인의 왕)을, 1027년에는 신성 로마 제국 황제관을 차지했다. 콘라트 2세와의 결혼 직후 독일의 성직자들은 이 결혼을 무효라고 주장했다. 기젤라의 아버지 헤르만은 황제 오토 1세의 적장자 리우돌프의 외손자였고, 역시 오토 1세의 딸 리우트가르트의 증손자인 콘라트 2세와는 8촌간이 된다. 외할머니 마틸다는 다시 하인리히 1세의 외손녀가 된다. 독일의 성직자들은 기젤라가 아버지 쪽으로도 콘라트의 친척으로, 기젤라 본인의 외가 쪽으로도 콘라트의 부친 슈파이어 백작 하인리히와 근친이라는 이유로 반대했다. 결국 황제 하인리히 2세가 나서서 무마시키면서 사그라들었다.

### 프랑크 왕비 및 신성로마제국 황후
그러나 메르센부르크의 주교 테이도마르(Thietmar)와 마인츠 대주교 아리보(Aribo)는 콘라트 2세와 기젤라가 가까운 친척이라는 이유로 결혼의 무효를 주장했다. 그러나 남편 콘라트 2세가 황제관을 쓴 뒤 13일 만에 기젤라는 황후로 책봉되었다. 콘라트 2세에게서 후일 신성 로마 제국 황제직을 계승하는 하인리히 3세, 그리고 프랑스의 왕 앙리 1세에게 시집가는 마틸타 폰 잘리어, 6세에 요절한 베아트릭스의 1남 2녀를 얻었다.
기젤라는 신성 로마 제국의 정치에도 관여하여 제국 의회에도 개입하였다. 기젤라는 자신의 외삼촌 상부르고뉴의 왕 루돌프 3세를 상대로 상속권을 주장하여, 자신의 남편 콘라트 2세에게로 가게 했다. 또한 기젤라는 교회의 여러 행사, 모임에 참석하였다. 기젤라는 언니 마틸다의 두 딸 소피와 베아트리체가 상속권을 주장할 것을 대비하여, 각각 멀리 이탈리아의 바르 백작과 토스카니 후작에게 시집보냈다.

### 태후와 사망
1039년 세 번째 남편 콘라트 2세의 사망을 보았다. 그러나 1043년 2월 기젤라는 이질에 걸려 고생하다가 2월 14일 또는 2월 15일 투르에서 사망했다. 기젤라는 고슬라 황궁에 있는 슈파이어 대성당의 황실 묘소에 안치되었다. 1900년에 후에 발견된 그녀의 석관에서는 미라화된 기젤라의 시신이 발견되었는데, 시신에는 납 함유량이 발견되었으며, 긴 금발머리에 172cm 전후의 키였던 것으로 확인되었다.
기젤라는 아름답고 영리했지만 다소 오만한 인물이라는 평을 얻었다.